# Краснопрісненське сільське поселення
Краснопрі́сненське сільське поселення (рос. Краснопреснинское сельское поселение) — муніципальне утворення у складі Ковилкінського району Мордовії, Росія. Адміністративний центр — селище Красна Прісня.

## Історія
Станом на 2002 рік існували Краснопрісненська сільська рада (село Крутеньке, присілок Красний Октябр, селища Зелена Роща, Красна Прісня, Первомайський), Унуєвсько-Майданська сільська рада (село Унуєвський Майдан, присілок Мордовська Авгура) та Чекашево-Полянська сільська рада (села Старе Пшенево, Чекашеви Поляни, селище Токмово).
12 березня 2010 року до складу Чекашево-Полянського сільського поселення (села Старе Пшенево, Чекашеви Поляни, селище Токмово) увійшло ліквідоване Унєвсько-Майданське сільське поселення (село Унуєвський Майдан, присілок Мордовська Авгура). 24 квітня 2019 року до складу Краснопрісненського сільського поселення увійшло ліквідоване Чекашево-Полянське сільське поселення (села Старе Пшенево, Унуєвський Майдан, Чекашеви Поляни, присілок Мордовська Авгура, селище Токмово).

## Населення
Населення — 1505 осіб (2019, 1847 у 2010, 2267 у 2002).

## Склад
До складу поселення входять такі населені пункти:
| Населений пункт             | Населення, осіб (2002) | Населення, осіб (2010) |
| --------------------------- | ---------------------- | ---------------------- |
| Зелена Роща, селище         | 219                    | 188                    |
| Красна Прісня, селище       | 737                    | 619                    |
| Красний Октябр, присілок    | 6                      | 3                      |
| Крутеньке, село             | 17                     | 13                     |
| Мордовська Авгура, присілок | 29                     | 21                     |
| Первомайський, селище       | 616                    | 574                    |
| Старе Пшенево, село         | 157                    | 116                    |
| Токмово, селище             | 30                     | 24                     |
| Унуєвський Майдан, село     | 196                    | 142                    |
| Чекашеви Поляни, село       | 217                    | 147                    |